# 一色村 (岐阜県本巣郡)
一色村（いっしきむら）はかつて岐阜県本巣郡に存在した村である。
村名は、この村域の中央にあたる字名に由来する。
合併で糸貫村（1960年に糸貫町に町制施行）になった後、2004年（平成16年）2月1日に本巣町、根尾村、真正町と合併し本巣市となっている。かつての糸貫町の北部にあたり、根尾川、糸貫川に挟まれた地域である。

## 歴史
- 1897年（明治30年）4月1日 - 有里村・石神村・数屋村・上高屋村・随原村・長屋村・見延村が合併し、一色村となる。
- 1927年（昭和2年）11月24日 - 小作争議が激化、農民らが地主を呼び出して暴行、川に投げ落として負傷させる[1]。
- 1955年（昭和30年）4月1日 - 土貴野村と合併し、糸貫村となる。

## 小・中学校
- 一色村立一色小学校（現・本巣市立一色小学校）
- 席田村・一色村・土貴野村学校組合立糸貫中学校（現・本巣市立糸貫中学校）

## 交通
- かつての村内には、樽見鉄道樽見線が通過するが、国鉄樽見線の開通は一色村消滅後である。糸貫駅が旧・一色村の駅に該当する。

## 神社・仏閣
- 長屋神社